# Preferente de Navarra
La Categoría Regional Preferente de Navarra constituye actualmente el séptimo nivel de competición de las Ligas de fútbol de España en Navarra. Su organización corre a cargo de la Federación Navarra de Fútbol.

## Historia
En la temporada 1974-75 se crea la categoría Regional Preferente navarro-riojana dónde compartían grupo equipos navarros y riojanos, como la máxima categoría regional, por debajo de la Tercera División y por encima de la Primera Regional, la que ocupaba el puesto de máxima categoría regional hasta ese momento.
Fue el cuarto nivel de competición de las Ligas de fútbol de España hasta la creación de la Segunda División B en la temporada 1977-78, pasando en ese momento a ser el quinto nivel por detrás de Tercera División de España. Existía una única plaza de ascenso directo a Tercera. El segundo clasificado juega una promoción con el segundo clasificado de la Regional Preferente de Aragón.
A partir de la temporada 1986-87 se crea un único grupo de Regional Preferente para equipos exclusivamente de Navarra, tras la creación de la Federación Riojana de Fútbol y sus propias categorías regionales para los equipos riojanos. Seguía habiendo unascenso directo a Tercera. Pero al crearse el grupo XV de Tercera División para equipos riojanos y navarros, la promoción del segundo clasificado pasó a jugarse contra el segundo clasificado de la Regional Preferente de La Rioja.
A partir de la temporada 2004-05, coincidiendo con la creación del grupo propio para equipos riojanos en Tercera División (grupo XV-b, posteriormente llamado grupo XVI) se cambió el sistema de competición de la Regional Preferente de Navarra, conformando dos grupos. Los campeones de cada grupo ascenderían directamente al grupo XV de Tercera División. Los segundos y terceros clasificados jugarían una fase de ascenso de dos rondas, semifinales y final, a doble partido, en la que el campeón obtendría la tercera plaza de ascenso. Este sistema estuvo vigente hasta la temporada 2013-14.
La temporada 2014-15, fue la última en la que la Regional Preferente fue la máxima categoría regional en Navarra. Ese año, la promoción de ascenso sólo la jugaron los segundos clasificados, reduciéndose a una única eliminatoria a doble partido.
A partir de la 2015-16, debido a la creación de la Primera Autonómica de Navarra, los ascensos desde la Regional Preferente serían hacia esa categoría y no hacia la Tercera División. Siguió dividida en dos grupos de 16 equipos y se reinstauró la promoción de ascenso de segundos y terceros tal como había sido hasta la 2013-14.
En la temporada 2019-20 se paralizaron todas las ligas debido a los problemas sanitarios deribados de la pandemia de COVID-19. Esa temporada no se disputó promoción de ascenso. Ascendieron directamente los clasificados en las dos primeras posiciones de cada grupo en el momento de la paralización. No hubo descensos.
En la siguiente temporada, la 2020-21, se volvió a adoptar el mismo sistema de competición con el ascenso directo de los campeones de grupo y la promoción de ascenso de segundos y terceros. 

## Sistema de competición
En la actualidad, la liga Regional Preferente de Navarra consiste en 2 grupos de 18 y 17 equipos respectivamente. El primero de cada grupo ascendía directamente a Primera Autonómica de Navarra y los segundos y terceros clasificados de cada grupo juegan una promoción de ascenso entre sí, en formato eliminatorias a doble vuelta. El campeón de esta promoción también consigue una plaza de ascenso.
Descienden a Primera Regional los 4 últimos clasificados de cada grupo.

### Campeones y ascensos
| Regional Preferente Navarro-Riojana | Regional Preferente Navarro-Riojana | Regional Preferente Navarro-Riojana | Regional Preferente Navarro-Riojana                                                                              | Regional Preferente Navarro-Riojana               | Regional Preferente Navarro-Riojana                     |
| Temporada                           | Campeones de grupos                 | Campeones de grupos                 | Ascenso a Tercera División                                                                                       | Ascenso a Tercera División                        | Ascenso a Tercera División                              |
| Temporada                           | Grupo Único                         | Grupo Único                         | Ascenso directo                                                                                                  | Ascenso por Playoff                               | Ascenso por vacantes en Tercera                         |
| ----------------------------------- | ----------------------------------- | ----------------------------------- | --- | ------------------------------------------------- | ------------------------------------------------------- |
| 1974-75                             | C. D. Alfaro                        | C. D. Alfaro                        | C. D. Alfaro |                                                   |                                                         |
| 1975-76                             | C. D. Calahorra                     | C. D. Calahorra                     | C. D. Calahorra                                                                                                  |                                                   |                                                         |
| 1976-77                             | C. D. Sangüesa                      | C. D. Sangüesa                      | C. D. Sangüesa ● Peña Sport F. C. ● C. D. Izarra                                                                 |                                                   |                                                         |
| 1977-78                             | U. D. C. Chantrea                   | U. D. C. Chantrea                   | U. D. C. Chantrea                                                                                                |                                                   |                                                         |
| 1978-79                             | Haro Deportivo                      | Haro Deportivo                      | Haro Deportivo ● C. D. Corellano                                                                                 |                                                   |                                                         |
| 1979-80                             | C. D. Arnedo                        | C. D. Arnedo                        | C. D. Arnedo ● C. A. Osasuna Promesas ● C. D. Burladés                                                           |                                                   |                                                         |
| 1980-81                             | C. D. Alfaro                        | C. D. Alfaro                        | C. D. Alfaro | S. D. Alsasua                                     |                                                         |
| 1981-82                             | Haro Deportivo                      | Haro Deportivo                      | Haro Deportivo                                                                                                   | C. D. Oberrena                                    |                                                         |
| 1982-83                             | C. D. Izarra                        | C. D. Izarra                        | C. D. Izarra | U. D. C. Chantrea                                 | C. A. Cirbonero                                         |
| 1983-84                             | C. D. Oberena                       | C. D. Oberena                       | C. D. Oberena |                                                   |                                                         |
| 1984-85                             | A. D. Noáin                         | A. D. Noáin                         | A. D. Noáin | C. D. Berceo                                      |                                                         |
| 1985-86                             | C. D. Alfaro                        | C. D. Alfaro                        | C. D. Alfaro ● C. D. Iruña ● C. D. Urroztarra U. C. D. Burladés ● A. D. San Juan ● C. D. Egües U. D. C. Chantrea |                                                   |                                                         |
| Regional Preferente de Navarra      |                                     |                                     | |                                                   |                                                         |
| 1986-87                             | C. D. Ribaforada                    | C. D. Ribaforada                    | C. D. Ribaforada                                                                                                 | C. D. San Adrián                                  |                                                         |
| 1987-88                             | C. A. Artajonés                     | C. A. Artajonés                     | C. A. Artajonés                                                                                                  |                                                   |                                                         |
| 1988-89                             | C. D. Beti Onak                     | C. D. Beti Onak                     | C. D. Beti Onak                                                                                                  | C. D. Baztán                                      |                                                         |
| 1989-90                             | S. D. Alsasua                       | S. D. Alsasua                       | S. D. Alsasua | A. D. Noáin                                       |                                                         |
| 1990-91                             | C. D. Beti Onak                     | C. D. Beti Onak                     | C. D. Beti Onak                                                                                                  | C. D. Azkoyen                                     |                                                         |
| 1991-92                             | A. D. Noáin                         | A. D. Noáin                         | A. D. Noáin |                                                   | A. D. San Juan                                          |
| 1992-93                             | C. D. Baztán                        | C. D. Baztán                        | C. D. Baztán |                                                   |                                                         |
| 1993-94                             | S. D. Lagunak                       | S. D. Lagunak                       | S. D. Lagunak |                                                   |                                                         |
| 1994-95                             | C. D. Azkoyen                       | C. D. Azkoyen                       | C. D. Azkoyen | C. D. Cortes                                      |                                                         |
| 1995-96                             | C. D. Aoiz                          | C. D. Aoiz                          | C. D. Aoiz |                                                   |                                                         |
| 1996-97                             | C. D. Erriberri                     | C. D. Erriberri                     | C. D. Erriberri ● Murchante F. C.                                                                                |                                                   |                                                         |
| 1997-98                             | C. D. Huarte                        | C. D. Huarte                        | C. D. Huarte |                                                   |                                                         |
| 1998-99                             | C. D. Idoya                         | C. D. Idoya                         | C. D. Idoya | C. D. Baztán                                      |                                                         |
| 1999-00                             | C. D. Aluvión                       | C. D. Aluvión                       | C. D. Aluvión | C. D. Urroztarra                                  |                                                         |
| 2000-01                             | U. D. Mutilvera                     | U. D. Mutilvera                     | U. D. Mutilvera                                                                                                  |                                                   |                                                         |
| 2001-02                             | C. D. Subiza                        | C. D. Subiza                        | C. D. Subiza | C. D. Lourdes                                     | C. D. Ilumberri                                         |
| 2002-03                             | C. D. Iruña                         | C. D. Iruña                         | C. D. Iruña | C. D. Huarte                                      | Murchante F. C.                                         |
| 2003-04                             | C. D. Lagun Artea                   | C. D. Lagun Artea                   | C. D. Lagun Artea ● C. D. River Ega ● C. D. Beti Onak                                                            |                                                   | C. A. Cirbonero ● C. D. Subiza                          |
| Temporada                           | Grupo 1                             | Grupo 2                             | Ascenso directo                                                                                                  | Ascenso por Playoff                               | Ascenso por vacantes en Tercera                         |
| 2004-05                             | A. D. San Juan                      | C. D. Lourdes                       | A. D. San Juan ● C. D. Lourdes                                                                                   | C. A. Artajonés                                   |                                                         |
| 2005-06                             | C. D. Ardoi                         | C. D. Izarra                        | C. D. Ardoi ● C. D. Izarra                                                                                       | C. D. Avance Ezcabarte                            | S. D. Lagunak                                           |
| 2006-07                             | A. D. San Juan                      | C. D. Zarramonza                    | A. D. San Juan ● C. D. Zarramonza                                                                                | C. D. Idoya                                       | C. A. Artajonés                                         |
| 2007-08                             | S. D. Lagunak                       | C. D. Peña Azagresa                 | S. D. Lagunak ● C. D. Peña Azagresa                                                                              | C. D. Mendi                                       |                                                         |
| 2008-09                             | C. D. Pamplona                      | C. D. Zarramonza                    | C. D. Pamplona ● C. D. Zarramonza                                                                                | C. A. Valtierrano                                 | C. D. Cortes                                            |
| 2009-10                             | C. D. Lagun Artea                   | C. D. Idoya                         | C. D. Lagun Artea ● C. D. Idoya                                                                                  | C. D. Ardoi                                       |                                                         |
| 2010-11                             | U. C. D. Burladés                   | C. D. Azkoyen                       | U. C. D. Burladés ● C. D. Azkoyen                                                                                | C. D. Cortes                                      |                                                         |
| 2011-12                             | C. D. Subiza                        | C. D. Erriberri                     | C. D. Subiza ● C. D. Erriberri                                                                                   | C. A. Valtierrano                                 | S. D. Lagunak ● C. D. Lagun Artea ● C. D. Peña Azagresa |
| 2012-13                             | C. D. Beti Onak                     | C. D. Corellano                     | C. D. Beti Onak ● C. D. Corellano                                                                                | C. A. Artajonés                                   |                                                         |
| 2013-14                             | C. D. Ardoi                         | C. D. Idoya                         | C. D. Ardoi ● C. D. Idoya                                                                                        |                                                   | C. D. Subiza                                            |
| 2014-15                             | C. D. Mendi                         | C. D. River Ega                     | C. D. Mendi ● C. D. River Ega                                                                                    | C. D. Cantolagua                                  | C. D. Baztán ● C. D. Erriberri                          |
| Temporada                           | Campeones de grupos                 | Campeones de grupos                 | Ascenso a Primera Autonómica                                                                                     | Ascenso a Primera Autonómica                      | Ascenso a Primera Autonómica                            |
| Temporada                           | Grupo 1                             | Grupo 2                             | Ascenso directo                                                                                                  | Ascenso por Playoff                               | Ascenso por vacantes en Primera Autonómica              |
| 2015-16                             | C. D. Garés                         | C. D. Alesves                       | C. D. Garés ● C. D. Alesves                                                                                      | C. D. Ablitense ● A. D. Cabanillas                | C. D. Infanzones                                        |
| 2016-17                             | F. C. Bidezarra                     | C. D. Larrate                       | F. C. Bidezarra ● C. D. Larrate                                                                                  | C. F. Beti Casedano ● C. D. Ondalán               |                                                         |
| 2017-18                             | C. D. Infanzones                    | C. D. Azkoyen                       | C. D. Infanzones ● C. D. Azkoyen                                                                                 | C. D. Fontellas ● C. D. Murchante                 |                                                         |
| 2018-19                             | U. C. D. Burladés "B"               | C. D. Zirauki                       | U. C. D. Burladés "B" ● C. D. Zirauki                                                                            | C. A. Artajonés                                   | S. D. Lagunak ● C. D. Zarramonza                        |
| 2019-20                             | C. F. Beti Casedano                 | C. D. Azkoyen                       | C. F. Beti Casedano ● C. D. Azkoyen ● C. D. Lagun Artea C. D. Muskaria ● C. D. Aluvión                           |                                                   |                                                         |
| 2020-21                             | C. D. Lerinés                       | U. D. Mutilvera "B"                 | C. D. Lerinés ● U. D. Mutilvera "B" Doneztebe F. T. ● C. D. Universidad de Navarra                               |                                                   |                                                         |
| 2021-22                             | C. D. Injerto                       | C. D. San Adrián                    | C. D. Injerto ● C. D. San Adrián                                                                                 | C. D. San Miguel ● C. A. Valtierrano              |                                                         |
| 2022-23                             | C. D. Amigó                         | C. D. Ondalán                       | C. D. Amigó ● C. D. Ondalán                                                                                      | Rotxapea C. D. ● C. D. Aluvión                    |                                                         |
| 2023-24                             | U. C. D. Burladés "B"               | C. D. San Adrián                    | U. C. D. Burladés "B" ● C. D. San Adrián                                                                         | C. D. Ilumberri ● C. D. Lourdes                   |                                                         |
| 2024-25                             | Doneztebe F. T.                     | C. D. River Ega                     | Doneztebe F. T. ● C. D. River Ega                                                                                | C. F. Gazte Berriak Ansoáin ● C. D. Soto-Ibarbaso |                                                         |

### Palmarés
Nota: indicados en negrita los clubes que continúan en activo.
| Club                  | Títulos | Años                                              |
| --------------------- | ------- | ------------------------------------------------- |
| C. D. Azkoyen         | 4       | 1994-95, 2010-11 (G2), 2017-18 (G2), 2019-20 (G2) |
| C. D. Alfaro          | 3       | 1974-75, 1980-81, 1985-86                         |
| C. D. Beti Onak       | 3       | 1988-89, 1990-91, 2012-13 (G1)                    |
| C. D. Idoya           | 3       | 1998-99, 2009-10 (G2), 2013-14 (G2)               |
| Haro Deportivo        | 2       | 1978-79, 1981-82                                  |
| C. D. Izarra          | 2       | 1982-83, 2005-06 (G2)                             |
| A. D. Noáin           | 2       | 1984-85, 1991-92                                  |
| S. D. Lagunak         | 2       | 1993-94, 2007-08 (G1)                             |
| C. D. Erriberri       | 2       | 1996-97, 2011-12 (G2)                             |
| C. D. Subiza          | 2       | 2001-02, 2011-12 (G1)                             |
| C. D. Lagun Artea     | 2       | 2003-04, 2009-10 (G1)                             |
| A. D. San Juan        | 2       | 2004-05 (G1), 2006-07 (G1)                        |
| C. D. Ardoi           | 2       | 2005-06 (G1), 2013-14 (G1)                        |
| C. D. Zarramonza      | 2       | 2005-06 (G2), 2008-09 (G2)                        |
| U. C. D. Burladés "B" | 2       | 2018-19 (G1), 2023-24 (G1)                        |
| C. D. San Adrián      | 2       | 2021-22 (G2), 2023-24 (G2)                        |
| C. D. River Ega       | 2       | 2014-15 (G2), 2024-25 (G2)                        |
| C. D. Calahorra       | 1       | 1975-76                                           |
| C. D. Sangüesa        | 1       | 1976-77                                           |
| U. D. C. Chantrea     | 1       | 1977-78                                           |
| C. D. Arnedo          | 1       | 1979-80                                           |
| C. D. Oberena         | 1       | 1983-84                                           |
| C. D. Ribaforada      | 1       | 1986-87                                           |
| C. A. Artajonés       | 1       | 1987-88                                           |
| S. D. Alsasua         | 1       | 1989-90                                           |
| C. D. Baztán          | 1       | 1992-93                                           |
| C. D. Aoiz            | 1       | 1995-96                                           |
| C. D. Huarte          | 1       | 1997-98                                           |
| C. D. Aluvión         | 1       | 1999-00                                           |
| U. D. Mutilvera       | 1       | 2000-01                                           |
| C. D. Iruña           | 1       | 2002-03                                           |
| C. D. Lourdes         | 1       | 2004-05 (G2)                                      |
| C. D. Izarra          | 1       | 2005-06 (G2)                                      |
| U. C. D. Burladés     | 1       | 2010-11 (G1)                                      |
| C. D. Corellano       | 1       | 2012-13 (G2)                                      |
| C. D. Mendi           | 1       | 2014-15 (G1)                                      |
| C. D. Garés           | 1       | 2015-16 (G1)                                      |
| C. D. Alesves         | 1       | 2015-16 (G2)                                      |
| F. C. Bidezarra       | 1       | 2016-17 (G1)                                      |
| C. D. Larrate         | 1       | 2016-17 (G2)                                      |
| C. D. Infanzones      | 1       | 2017-18 (G1)                                      |
| C. D. Zirauki         | 1       | 2018-19 (G2)                                      |
| C. F. Beti Casedano   | 1       | 2019-20 (G1)                                      |
| C. D. Lerinés         | 1       | 2020-21 (G1)                                      |
| U. D. Mutilvera "B"   | 1       | 2020-21 (G2)                                      |
| C. D. Injerto         | 1       | 2021-22 (G1)                                      |
| C. D. Amigó           | 1       | 2022-23 (G1)                                      |
| C. D. Ondalán         | 1       | 2022-23 (G2)                                      |
| Doneztebe F. T.       | 1       | 2024-25 (G1)                                      |